# Hesperobaenus fenyesi
Hesperobaenus fenyesi is een keversoort uit de familie kerkhofkevers (Monotomidae). De wetenschappelijke naam van de soort werd in 1945 gepubliceerd door Van Dyke.